# Divriği (district)
Divriği is een Turks district in de provincie Sivas en telt ongeveer 16.200 inwoners (2020). De hoofdplaats is Divriği met circa 10.500 inwoners. Het district heeft een oppervlakte van 2723,8 km² en grenst in het oosten aan de districten İliç en  Kemaliye, in het westen aan Kangal, in het noorden aan İmranlı en Zara en in het zuiden aan de districten Arguvan, Arapkir en Hekimhan.

## Bevolking
In Divriği wonen veel alevieten, zowel van Turkse afkomst als van Zaza/Koerdische komaf. In december 2020 telde het district Divriği 16.195 inwoners, waarvan 10.623 in de stad Divriği en de resterende 5.572 inwoners verspreid over 105 dorpen (‘köyler') met gemiddeld 53 inwoners.  De omvang van de plattelandsbevolking varieert van 228 inwoners in Mursalköyü tot slechts 13 inwoners in Akbaba. De bevolkingsdichtheid is erg laag (6 inwoners per kilometer) en de urbanisatiegraad bedraagt circa 65 procent.
Vanwege een beveiligingsprobleem met de MediaWiki Graph-software is het momenteel niet mogelijk deze grafiek weer te geven. Zodra de software is bijgewerkt zal de grafiek vanzelf weer zichtbaar worden.
Sinds 1965 is het inwonertal van Divriği continu gedaald, met name op het platteland. Zo woonden er in 1965 nog ruim 40.000 personen in de dorpen in de regio, terwijl dat in 1985 halveerde tot 22.000 personen en in 2000 minder dan 9.000 personen bedroeg. Het inwonertal van de stad Divriği groeide van 9.160 personen in 1965 tot een maximum van 17.664 in 1990, waarna het begon te dalen en sinds 2000 rond de 10.500 inwoners schommelt.